# Organización de investigación por contrato
Una organización de investigación por contrato (CRO, por sus siglas en inglés) es una organización que proporciona asistencia a las industrias farmacéuticas, de biotecnología y de dispositivos médicos en la forma de servicios de búsqueda externalizados de acuerdo a un contrato. Una CRO puede proporcionar servicios tales como desarrollo biofarmacéutico, desarrollo de ensayos biológicos, comercialización, investigación preclínica, búsqueda clínica, administración de ensayos clínicos, y farmacovigilancia. Las CROs también apoyan fundaciones, instituciones de investigación, y universidades, además de organizaciones gubernamentales (como los NIH, la EMA, etc.).
Muchas CROs específicamente proporcionan respaldo para los estudios y ensayos clínicos de fármacos y/o dispositivos. Las CROs varían de grandes organizaciones internacionales de servicio completo a pequeños grupos en nichos especializados.
Las CROs que se especializan en servicios de ensayos clínicos pueden ofrecer a sus clientes la pericia para trasladar un fármaco o dispositivo nuevo desde su concepción a la aprobación de comercialización de la FDA/EMA, sin que el patrocinador del fármaco tenga que disponer de un personal para estos servicios.

## Aspectos reguladores
Específicamente respecto de las CRO que proporcionan servicios de ensayos clínicos, la Conferencia Internacional en la Armonización de requisitos técnicos para la inscripción de farmacéuticos para uso humano (ICH-GCP) (E6 1.20) define una Organización de Investigación por Contrato (CRO) como: "Una persona u organización (comercial, académica, u otra) que es contratada por el patrocinador para realizar una o más de las responsabilidades y funciones relacionadas con los ensayos del patrocinador."
- (5.2.1) Un patrocinador puede transferir cualquiera o todas las responsabilidades y funciones relacionadas con los ensayos a una CRO, pero la responsabilidad definitiva de la calidad e integridad de los datos del ensayo siempre reside con el patrocinador. La CRO debe implementar garantía de calidad y control de calidad.
- (5.2.2) Cualquier responsabilidad y función relacionadas con el ensayo que fueran transferido a y asumido por una CRO deben especificarse por escrito.
- (5.2.3) Cualquier responsabilidad y función relacionada con los ensayos no específicamente transferidas a y asumidas por una CRO quedarán a cargo del patrocinador.
- (5.2.4) Todas las referencias a un patrocinador en esta directriz también aplican a una CRO en la medida en que una CRO haya asumido las responsabilidades y funciones de los ensayos de un patrocinador.

## Medida de mercado y crecimiento
Hay alrededor de 1100 CROs en el mundo, a pesar de las continuas tendencias hacia la consolidación (últimamente muchas CROs están siendo adquiridas u otras han cerrado). Es una industria muy fragmentada y las 10 principales controlaban el 56,1 % del mercado en 2008 y bajaron al 55 % en 2009. Un cálculo estableció que el mercado llegarís a $24 000 millones en 2010 y que crecería en una proporción de 8,5 % durante 2015.
Sin embargo, los datos más recientes revelan un aumento del 15,5 % en gastos de investigación y desarrollo desde 2015 a 2020.
A partir del 2016, se considera que las 10 CRO principales en función de los ingresos son:
1. IQVIA (Anteriormente QuintilesIMS) (ingresos de $4300 millones en 2015)
2. Covance (ingresos de $2500 millones en 2014 antes de su adquisición por LabCorp)
3. Parexel (ingresos de $2100 millones en 2015/16)
4. inVentiv Salud (ingresos de $2000 millones en 2015)
5. Icono plc (ingresos de $1570 millones en 2015, con oficina central en Dublín, Irlanda)
6. PRA Ciencias de salud (ingresos de $1400 millones en 2015)
7. Desarrollo de Producto farmacéutico (ingresos de $1350 millones en 2014),
8. Laboratorios de River del Charles (ingresos de $1400 millones en 2015)
9. Chiltern Internacional Ltd. (ingresos de aproximadamente $1000 millones)
10. INC Búsqueda (ingresos de aproximadamente $1000 millones)